# Muurahaissaari (ö i Mellersta Finland, Jämsä, lat 61,51, long 24,97)
Muurahaissaari är en ö i Finland. Den ligger i sjön Lummenne och i kommunen Kuhmois i landskapet Mellersta Finland, i den södra delen av landet, 150 km norr om huvudstaden Helsingfors. Öns area är 1,5 hektar och dess största längd är 220 meter i sydöst-nordvästlig riktning.